# Tim Burns
Tim Burns (Canberra, 1953) es un actor y director de fotografía australiano, reconocido principalmente por interpretar el papel de Johnny the Boy, uno de los villanos de la película de acción y ciencia ficción Mad Max de 1979. Durante las décadas de 1970 y 1980 registró otras apariciones en series de televisión y filmes en su país natal, entre los que destacan producciones como Chopper Squad, Glenview High, Cathy's Child y Cop Shop. En la década de 1990 su presencia en los medios empezó a hacerse más escasa.

## Filmografía destacada

### Cine y televisión
- 1992 - Resistance
- 1987 - Confidentially Speaking (corto)
- 1987 - Cassandra
- 1987 - Belinda
- 1986 - Unvermeidbarer Zufall
- 1985 - The Boy Who Had Everything
- 1983 - Money to Burn
- 1983 - Stations (corto)
- 1983 - Now and Forever
- 1983 - The Dismissal
- 1982 - Going Down
- 1982 - Monkey Grip
- 1981 - Maybe This Time
- 1980 - Cop Shop
- 1980 - The Chain Reaction
- 1979 - Patrol Boat
- 1979 - Cathy's Child
- 1979 - Mad Max
- 1979 - The Odd Angry Shot
- 1979 - Glenview High
- 1979 - Chopper Squad
- 1978 - The Battle of Mice and Frogs (corto)
- 1978 - Cass
- 1978 - The Night, the Prowler